# Cruz

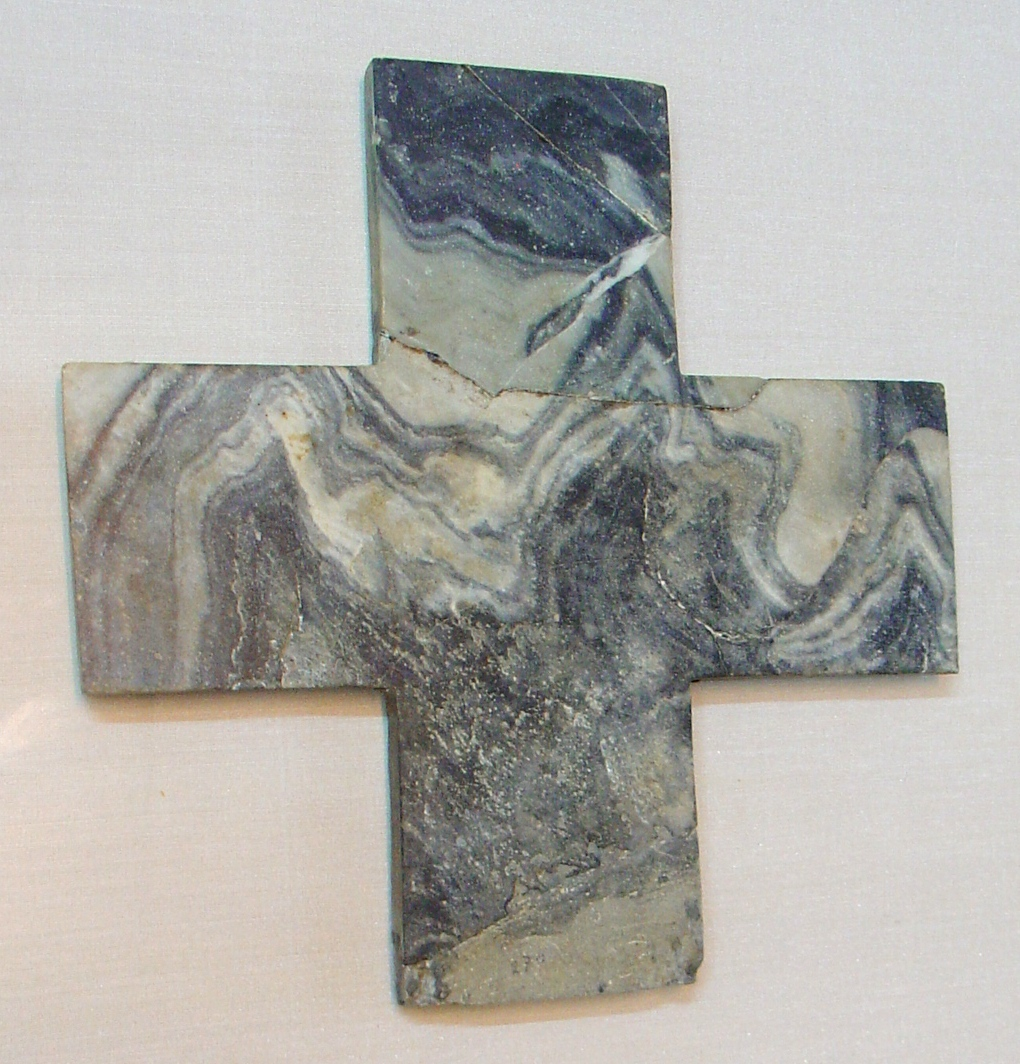
Cruz sacra de mármol con simbología astral, en el templo de Cnosos (Creta), 1600 a. C. Actualmente en el Museo Arqueológico de Heraclión (Creta).

Una cruz (hebreo: צלב; griego antiguo y moderno: σταυρός; latín: crux) es una figura geométrica que consiste en dos líneas o barras que se entrecruzan en ángulo recto, de tal forma que una de ellas (o las dos) queda dividida por la mitad. Es uno de los símbolos humanos más antiguos: en Egipto, en China, en Cnosos de Creta (donde se encontró una cruz de mármol que data del siglo XVII a. C.). La cruz es un emblema de muchas culturas y religiones, entre ellas, y la más importante y notoria de todas, el cristianismo. Desde su aparición habitualmente ha representado los cuatro elementos de la antigüedad, los cuatro puntos cardinales o la unión de los conceptos de divinidad y del mundo.

## Signos y caracteres en forma de cruz
- En el Alfabeto paleohebreo, la letra TAW se escribe en la forma de una CRUZ o una X. En el libro de Génesis 1:1 aparecen la primera y última letra del alfabeto Hebreo. (Aleph/taw). No se traducen.
- En la numeración romana, el número 10 se escribe X.
- En el alfabeto latino, la letra X y la forma minúscula de t son cruces.
- En el alfabeto georgiano, las letras ქ y ჯ son cruces.
- En el alfabeto griego, la letra Χ y su forma minúscula, χ son cruces.
- El carácter chino 十 para el número diez (véase numeración china).
- La daga tipográfica u obelo (†) es una cruz.
- El signo más (+) y el signo de multiplicar (×).
- El signo de «nocividad» (X sobre fondo rojo).
- Una cruz se utiliza a menudo como marca, pues permite señalar una posición más precisa que un punto grande.
- Una cruz grande en un texto a menudo significa que es un error o que se debería considerar eliminar. Una cruz se utiliza también, independientemente (✗), para indicar rechazo, desaprobación o error.

## Tipología
La cruz romana usada como patíbulo constaba de dos partes: un madero vertical (stipes) y un travesaño horizontal (patibŭlum). Había cuatro tipologías principales:
- Crux simplex: un único madero vertical donde era clavado el condenado.
- Crux conmissa o decapitata: el patibulum se sitúa sobre la stipes en forma de T. Se conoce como «cruz de San Antonio».
- Crux immisa o capitata: el patibulum se coloca en el rango superior del stipes formando una «cruz latina», la variante más conocida.
- Cruz decussata: los maderos se cruzan en forma de aspa (X). También se denomina «cruz de San Andrés».[3][4]

| Denominación                         | Detalles | Imagen                                   |
| ------------------------------------ | --- | ---------------------------------------- |
| Anj                                  | También se la denomina cruz ansada (cruz con la parte superior en forma de óvalo, lazo, asa o ansa), crux ansata en latín, llave de la vida o cruz egipcia. El anj se relacionó, como símbolo de renacimiento, con la diosa Isis y con su esposo Osiris. Otra hipótesis afirma que la «T» de la parte inferior del «anj» podría representar los atributos sexuales masculinos y el «lazo» al útero o al pubis de la mujer. De esta forma podría simbolizar la reconciliación de los opuestos; o la unión sexual y la reproducción. |                                          |
| Anj copto o Cruz gnóstica            | Esta cruz es una adaptación del anj del antiguo Egipto usado por las primeras comunidades del gnosticismo cristiano en Egipto. |                                          |
| Cruz armenia                         | También conocida como cruz floreada, esta cruz es muy similar a la cruz latina, pero las extremidades de sus brazos tienen la forma de cuatro «V» mayúsculas, de forma que cada extremidad tiene dos puntas. A cada de las puntas hay un trébol. La cruz, un símbolo armenio, es usada en particular en los jachkares. |                                          |
| Cruz bautismal                       | Esta cruz está compuesta por una cruz griega unida con una Χ (Ji), la primera letra griega de Cristo. Simboliza la regeneración, al ser el bautismo una forma de regeneración, adopción y admisión al cristianismo, en una vida nueva en Cristo. |                                          |
| Cruz de Catacumbas                   | Cruz de Catacumbas Son dos cruces latinas, separadas y reflejadas mediante una línea horizontal que las separa. La persecución romana hace aparecer los "símbolos disimulados". En este caso se trata de una imagen que representa el cielo y el infierno, el bien y el mal: Fíjese bien que la cruz inferior es invertida. | Cruz de Catacumbas                       |
| Chacana                              | La chacana (del quechua: tawa chakana ‘cuatro escaleras’), cruz cuadrada o cruz andina es un símbolo milenario originario de los pueblos indígenas de los Andes centrales. Posee la forma de una cruz cuadrada y escalonada con doce puntas. Hace referencia al Sol y la Cruz del Sur, simbolizando la unión entre lo bajo y lo alto, la tierra y el sol, el ser humano y lo superior. |                                          |
| Crismón o lábaro                     | El crismón consiste en la representación del monograma de Cristo ΧΡ. Consiste en las letras griegas Χ (ji) y Ρ (ro), que son las siglas de Χριστóς (‘Cristo’) superpuestas. Fue adoptado como emblema por el emperador Constantino. |                                          |
| Corazón de Tursas o Corazón de morsa | El corazón de tursas (en finés: tursaansydän) o el corazón de la morsa (mursunsydän) es un símbolo antiguo usado en la Europa del Norte por chamanes. El símbolo proviene de tiempos prehistóricos e incorpora una cruz gamada. Se considera que el tursaansydän fue un símbolo de buena suerte y ahuyentador de maldiciones. Es un motivo decorativo en muebles y edificios fineses. Se ha especulado que el tursaansydän pudo representar el martillo rotativo y volador de los dioses del trueno Ukko o Thor. También es posible que reflejase una esfera luminosa. Según la mitología eslava, el dios del trueno Perun era poseedor de las manzanas de oro, artefactos de destrucción definitiva que simbolizaban el rayo globular. Otra teoría afirma que pudo tratarse de una representación del corazón del dios Tursas o de una morsa. |                                          |
| Cruz de Borgoña                      | La cruz de Borgoña o aspa de Borgoña es una representación de la cruz de San Andrés en la que los troncos que forman la cruz quedan reflejados los nudos en los lugares donde se cortaron las ramas. Fue un símbolo del Ducado de Borgoña introducido en España por el rey Felipe el Hermoso de Castilla, esposo de la reina Juana. Como símbolo vexilológico, ha sido el más utilizado hasta 1785 en las banderas españolas. Su uso se mantiene en la actualidad en algunas unidades militares españolas, en el carlismo, en el escudo de armas del rey Juan Carlos I y en numerosas banderas americanas por influencia de su pasado colonial español. |                                          |
| Cruz de Calatrava                    | La cruz de Calatrava consiste en una cruz griega de color rojo, con los brazos en forma de flores de lis. Es el símbolo utilizado como emblema por la Orden de Calatrava. |                                          |
| Cruz del calvario                    | La cruz latina que se representa sobre varios peldaños. Se emplea con mucha frecuencia en monumentos y cruceros. |                                          |
| Cruz de Canterbury                   | Utilizada en las iglesias anglicanas. Tiene cuatro brazos iguales, que se ensanchan hacia el exterior terminados en forma de martillo, de tal modo que sus extremos casi forman un círculo. Cada brazo tiene un panel triangular inscrito con una triqueta simbolizando la Trinidad. En el centro de la cruz se sitúa un pequeño cuadrado. El original, como un broche, data de c.850 d. C. y fue hallado en Canterbury, Inglaterra, en 1867. Una réplica puede encontrarse en la Catedral de Canterbury y en otras catedrales anglicanas en todo el mundo. |                                          |
| Cruz de Caravaca                     | La cruz de Caravaca es una cruz patriarcal, adornada con frecuencia con las figuras de dos ángeles. Reproduce la forma del relicario que contiene un lignum crucis, un supuesto fragmento de la cruz en la que Jesucristo fue crucificado. Este relicario se exhibe en la Basílica del Real Alcázar de la Vera Cruz en Caravaca de la Cruz (Murcia, España). |                                          |
| Cruz celta                           | Cruz cristiana con un anillo en torno a su intersección. Usada en la realización de grandes cruces monumentales de piedra en el cristianismo temprano irlandés. No debe confundirse con la cruz solar. |                                          |
| Cruz copta primitiva                 | Cruz empleada por el gnosticismo cristiano en Egipto. Consiste en una cruz representada con dos trazos y una cruz solar situada sobre el brazo superior de ésta. |                                          |
| Cruz copta (antigua)                 | Consiste en una cruz con sus brazos iguales, representada con dos trazos y con un círculo de pequeño tamaño situado en su centro. En los cuatro cantones delimitados por los brazos aparecen representados los cuatro clavos con los que fue crucificado Jesucristo con la forma de la letra «T» mayúscula. |                                          |
| Cruz copta moderna                   | La cruz copta moderna es la más utilizada por la Iglesia copta de Alejandría y por la Iglesia católica copta. Posee una forma semejante a una cruz griega, con una decoración abundante. |                                          |
| Cruz doble                           | Es la que posee sus ocho brazos del mismo tamaño. Está formada por la unión de una cruz griega y una cruz de San Andrés, que tiene forma de aspa. |                                          |
| Cruz escandinava                     | Utilizada en las banderas de los países escandivavos. Consiste en una cruz latina representada con sus bordes extendidos hasta los bordes de la bandera y con la parte vertical de la cruz cambiada hacia el lado de izado. |                                          |
| Cruz florenzada                      | Consiste en una cruz griega con sus brazos terminados con forma de cabeza de flor de lis. Es utilizada por las órdenes españolas de Calatrava, Alcántara y Montesa. | Cruz florenzada o floronada              |
| Cruz floriana o Cruz de San Floriano | Es aquella que posee una forma muy semejante a la cruz de Malta y la cruz patada con los bordes exteriores de los brazos redondeados. Recibe su nombre de San Florián (de Lorch), el patrón de Polonia, Austria y también de los bomberos. Su diseño es muy utilizado en condecoraciones e insignias de países anglosajones. |                                          |
| Cruz griega                          | También conocida como crux immissa quadrata en latín, la cruz griega posee cuatro brazos del mismo tamaño. Ha sido muy empleada durante el periodo del cristianismo primitivo y por cristianos ortodoxos. |                                          |
| Cruz hugonota                        | La cruz hugonote es una insignia protestante del Sur de Francia. Consiste en una cruz con la forma de una cruz de Malta, con flores de lis entre sus brazos y las puntas de éstos decoradas con pequeños círculos. La cruz posee un colgante con forma de paloma que simboliza al Espíritu Santo. |                                          |
| Cruz invertida o Cruz de San Pedro   | Se trata de una cruz latina invertida, basada en la tradición del martirio del apóstol San Pedro. En la actualidad también se asocia con grupos anticristianos o relacionados con el satanismo. |                                          |
| Cruz de Jerusalén                    | La cruz de Jerusalén o cruz de las cruzadas está compuesta por una cruz griega rodeada por otras cuatro cruces de la misma forma y menor tamaño, llamadas crucetas, situadas en cada uno de los cuadrantes delimitados por sus brazos. Dispone de diferentes variantes. |                                          |
| Cruz latina                          | También conocida como crux ordinaria en latín, es el símbolo más usado por las diferentes confesiones del cristianismo. Representa la muerte de Jesucristo y su resurrección posterior, conforme a los textos del Nuevo Testamento. Consta de dos segmentos con longitudes diferentes que se entrecruzan en ángulo recto, en donde el segmento menor (situado horizontalmente) está en una proporción de tres cuartos con respecto al más largo. |                                          |
| Cruz macedonia                       | También conocida como cruz de Veljusa, es el símbolo de la Iglesia ortodoxa macedonia. Su primera representación proviene de la iglesia del monasterio de Veljusa, cerca de Strumica, construida en 1085. Inicialmente se asociaba al monasterio y a la región de Strumica, pero en la actualidad es un símbolo de toda la iglesia macedonia. |                                          |
| Cruz de Malta                        | La cruz de Malta, también conocida como cruz de San Juan o cruz de ocho puntas, es el símbolo de los caballeros que servían en el hospital de Jerusalén, conocidos primero como los Caballeros de la Orden Hospitalaria y luego como Caballeros de San Juan. Originalmente fue el símbolo de Amalfi, una pequeña república italiana del siglo XI. Sus brazos tienen la forma de cuatro «V» mayúsculas unidas por los vértices, de forma que cada brazo tiene dos puntas. Su diseño se basa en cruces utilizadas desde la Primera Cruzada. |                                          |
| Cruz mariana                         | Consiste en una cruz latina junto con una letra «M» mayúscula situada en el cantón inferior izquierdo (a la derecha del espectador) que representa la devoción católica por la Virgen María. El papa Juan Pablo II la incluyó en su heráldica. |                                          |
| Cruz marinera o Cruz de San Clemente | Es una cruz, habitualmente con un diseño esquemático, en forma de ancla. También llamada "cruz de San Clemente", porque según el martirologio, Clemente fue ahogado con un ancla atada al cuello. |                                          |
| Cruz de Occitania                    | También llamada cruz de Languedoc, cruz de Forcalquier o cruz de Tolosa. Es el símbolo de Occitania y fue utilizada en la heráldica de los condes de Tolosa. Consiste en una cruz con brazos del mismo tamaño, forma curvilínea y terminados en tres puntas, decorados con círculos rellenos. Se representan únicamente sus contornos. |                                          |
| Cruz ortodoxa                        | La cruz ortodoxa, cruz bizantina o cruz a ocho puntos es la que está formada de un palo alisado cargado de tres travesaños, el primero y el tercero más estrechos, y el tercero volcado hacia la izquierda (la derecha del espectador), significando el suppedaneum, la madera sobre la que posó los pies Cristo crucificado. |                                          |
| Cruz papal                           | También denominada cruz pontificia. Es aquella que cuenta con tres travesaños de diferente longitud, mayor el inferior y menor el superior. Simboliza la autoridad del pontífice romano como obispo de Roma, patriarca de Occidente y sucesor del apóstol San Pedro. |                                          |
| Cruz patriarcal                      | Cruz de doble travesaño, también denominada cruz arzobispal. Se empleaba como signo distintivo de arzobispos y patriarcas. |                                          |
| Cruz presbiteriana                   | Cruz con los extremos de sus brazos decorados y con un anillo, utilizada por esta confesión. Su diseño es heredero de las cruces celtas medievales de Irlanda y Gran Bretaña, así como de la cruz hugonote. |                                          |
| Cruz Roja                            | Cruz griega de color rojo utilizada como símbolo de esta organización internacional, que se representa con un creciente lunar rojo en países islámicos, la estrella de David roja en Israel y el diamante rojo en otras partes del mundo. |                                          |
| Cruz de Salem                        | Es muy semejante a la cruz papal. Cuenta con tres travesaños, el central de mayor tamaño que los exteriores. |                                          |
| Cruz de San Andrés                   | Consiste en un aspa o cruz griega rotada formando un aspa. Se la llama así por la forma en la que fue crucificado San Andrés. |                                          |
| Cruz de San Jorge                    | Cruz roja con los brazos iguales de color rojo. Muy empleada en heráldica y vexilología. |                                          |
| Cruz de San Jorge escandinava        | En Escandinavia, la cruz de San Jorge consiste en una cruz de forma cuadrada y con unos brazos del mismo tamaño y forma triangular. Suele ser de color rojo, pero no es infrecuente que se represente con otros. Ha sido adoptada como símbolo del rito masónico sueco. | Cross of the Swedish Order of Freemasons |
| Cruz de San Millán                   | La cruz visigoda posee cuatro brazos abiertos, decorados con hojas de ortiga y una flor situada en el centro. |                                          |
| Cruz de Santa Brígida                | Cruz vinculada con la figura de esta santa y que supuestamente utilizó para predicar. Es probable que este elemento pueda tener un origen anterior. |                                          |
| Cruz de Santa Ninó                   | Es un símbolo vinculado con la figura de Santa Nina o Santa Ninó, que predicó e introdujo el cristianismo en Georgia. Es utilizada por la Iglesia ortodoxa georgiana. |                                          |
| Cruz de Santiago                     | La cruz de Santiago es una cruz latina de color rojo apuntada simulando una espada, con forma de flor de lis en la empuñadura y en los brazos. Se cree que tiene origen en la época de las Cruzadas, cuando los caballeros llevaban pequeñas cruces con la parte inferior afilada para clavarlas en el suelo. |                                          |
| Cruz de Santo Tomás                  | Símbolo usado por la Iglesia asiria del este o Iglesia siria caldea, que representa a Santo Tomás, apóstol de la India. |                                          |
| Cruz serbia                          | Tiene su origen en el lábaro de Constantino y ha figurado en monedas bizantinas desde el siglo VI. Consiste en una cruz, normalmente de brazos iguales, representada junto a cuatro eslabones con forma de «B» situados en los cantones. Los eslabones corresponden con la única inicial (la letra griega β) existente en el lema de la dinastía de los Paleólogos: βασιλεύς βασιλέων, βασιλεύων βασιλευόντων - Basileus Basileōn, Basileuōn Basileuontōn (que en griego significa, Rey de Reyes que reina sobre los que reinan). Durante el siglo XIV esta cruz se convirtió en un símbolo serbio por influencia de la Iglesia ortodoxa serbia. |                                          |
| Cruz solar                           | La cruz solar consiste en una cruz, ordinariamente de brazos iguales, situada dentro de un círculo. Fue un símbolo común en la Europa prehistórica y en particular durante el período Neolítico hasta la Edad de Bronce. |                                          |
| Cruz de tau                          | También llamada cruz de San Antonio, cruz egipcia o crux commissa en latín. Tiene una forma de una letra T mayúscula. Francisco de Asís la empleó como firma. |                                          |
| Cruz de la Victoria                  | La Cruz de la Victoria es una joya del prerrománico asturiano, convertida en símbolo del Principado de Asturias. Según cuenta la leyenda es la cruz que llevó Don Pelayo en la batalla de Covadonga. Consiste en una cruz latina de madera recubierta de oro y piedras preciosas. Tiene los brazos ensanchados en sus extremos y terminados en tres puntas. Cuenta con un relicario en el centro de unión. En el reverso figura la inscripción en latín «HOC SIGNO TVETVR PIVS. HOC SIGNO VINCITVR INMICVS» (‘con este signo el piadoso es protegido. Con este signo el enemigo es vencido’). Suele representarse con las letras griegas alfa y omega, que simbolizan que Dios es principio y fin (Apocalipsis, 1.8). |                                          |
| Esvástica                            | Es una cruz con los brazos torcidos. Es un símbolo muy antiguo, pudo aparecer durante la Edad del Bronce, y ha sido utilizado por diferentes culturas en lugares muy distantes entre sí. En origen pudo tratarse de la representación esquemática del sol. La esvástica en su forma dextrógira reflejada horizontalmente fue adoptada como emblema por el Partido Nazi. |                                          |
| Lauburu                              | El lauburu es el nombre que recibe en euskera una variante con brazos curvilíneos de la cruz gamada o esvástica (en sánscrito: स्वस्तिक svastika) que es un tipo de tetrasquel. La esvástica, con sus variantes, es un símbolo muy común en muchas culturas indoeuropeas. Existen pruebas del uso de la esvástica rectilínea en el País Vasco antes de la invasión romana. |                                          |
| Las manos de Dios                    | Las manos de Dios (en polaco: ręce boga) es un símbolo precristiano presente en la mitología eslava. Para los pueblos vándalos y eslavos estaba asociado con el fuego y la vida, pero más generalmente con el Sol y el equilibrio del Universo. En la mayoría de los pueblos antiguos y primeros esbozos de culturas centroeuropeas, era un símbolo de suerte. |                                          |

## La cruz en el cristianismo y la cruz como símbolo universal
Según el consenso académico, las primeras imágenes cristianas no representaban a Jesús crucificado, sino en calidad de maestro o de pastor. Sin embargo, existe una representación encontrada en un muro del monte Palatino, conocida como el grafito de Alexámenos, que podría ser la más antigua de Jesús crucificado, aunque está realizada de manera irónica e insultante ya que la cabeza del crucificado es la de un asno.
En la Antigüedad, la crucifixión era un castigo infamante, derivado de la maldición que implicaba hacer colgar el cadáver de un ajusticiado. La Biblia recoge esta creencia en un párrafo del Deuteronomio que ha sido asociado frencuentemente a la muerte en la cruz: 

Si un hombre, reo de delito capital, ha sido ejecutado y le has colgado de un árbol, no dejarás que su cadáver pase la noche en el árbol; lo enterrarás el mismo día, porque un colgado es una maldición de Dios. Así no harás impuro el suelo que Yahveh tu Dios te da en herencia.
Deuteronomio 21: 22-23 Biblia de Jerusalén

Después de Jesús y con el transcurso de los siglos, la cruz transmutó su significado hasta convertirse en el símbolo más conocido del cristianismo y uno de los símbolos más universales del amor. La cruz latina es especialmente relevante para los cristianos católicos, por su parte los cristianos ortodoxos suelen usarla con tres travesaños horizontales denominada cruz ortodoxa. En general, la iconografía cristiana la utiliza tanto para expresar el suplicio del Mesías como su presencia: «Donde está la cruz, está el crucificado».
Sin embargo, aún para quienes no profesan el cristianismo, la cruz tiene una significación humana de amor y entrega; en especial en la civilización occidental. Esto se basa en la tradición cristiana de la misma que evoca lo sucedido con el Jesús histórico, sea visto como un hecho o como un símbolo. En efecto, el Nuevo Testamento relata como se conjugaron los intereses del poder religioso (Anás y Caifás, sumos sacerdotes) y el político ( el tetrarca Herodes Antipas y el prefecto Poncio Pilatos,) para ejecutar a un hombre inocente; Jesús, condenándolo a la muerte en la cruz.  Así, Jesús crucificado se convierte en la imagen del inocente condenado, símbolo que se refuerza con sus palabras de perdón hacia los que lo ejecutan: «Padre, perdónalos, porque no saben lo que hacen» (Lc.23, 34).

## La cruz en las banderas
Muchas banderas tienen cruces, entre ellas las de los países escandinavos: Dinamarca, Islandia, Finlandia, Noruega y Suecia; además de Burundi, Dominica, Eslovaquia, Georgia, Grecia, Jamaica, Malta, Reino Unido, República Dominicana, Suiza, Tonga y las de todos los países, Estados, provincias, dependencias y territorios que contienen la Union Jack.
También aparecen cruces en las banderas de Alabama, Florida, Misisipi, Úlster, Inglaterra, Escocia, isla de Tenerife, Islas del Canal, Madeira, Islas Feroe, Islas de Åland, Martinica, Cerdeña, Wallis y Futuna, San Pedro y Miquelón, Aragón, País Vasco, Principado de Asturias, Occitania, Saboya, Alberta, Nueva Escocia, Quebec, Zaragoza, Almería, Ámsterdam, Barcelona, Fortaleza, Logroño, Londres, Marsella, Milán, Montreal, Río de Janeiro, Saint-Malo, Turín, Vitoria, provincia de Tucumán y Cruz Roja.

### Banderas con cruces de Estados soberanos

Bandera de Burundi
Bandera de Dinamarca
Bandera de Dominica
Bandera de la República Dominicana
Bandera de Eslovaquia
Bandera de Finlandia
Bandera de Georgia
Bandera de Grecia
Bandera de Islandia
Bandera de Jamaica
Bandera de Malta
Bandera de Noruega
Bandera del Reino Unido
Bandera de Serbia
Bandera de Suecia
Bandera de Suiza
Bandera de Tonga

### Otras banderas y escudos de armas con cruces

Bandera de Inglaterra
Bandera de Escocia
Bandera de Quebec
Bandera de Nueva Escocia
Bandera de la Cruz Roja
Bandera de la Soberana Orden Militar de Malta
Bandera de la Armada italiana
Escudo de armas de Schwyz, Suiza
Bandera de los Carabinieri, gendarmería italiana
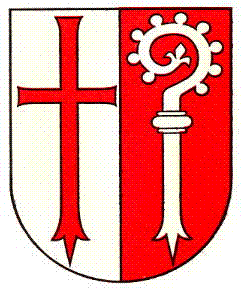
Escudo de armas de Kreuzlingen, Suiza
Bandera de la Región Autónoma de Madeira
Bandera de España, 1506-1843.
Bandera de Portugal (1095).
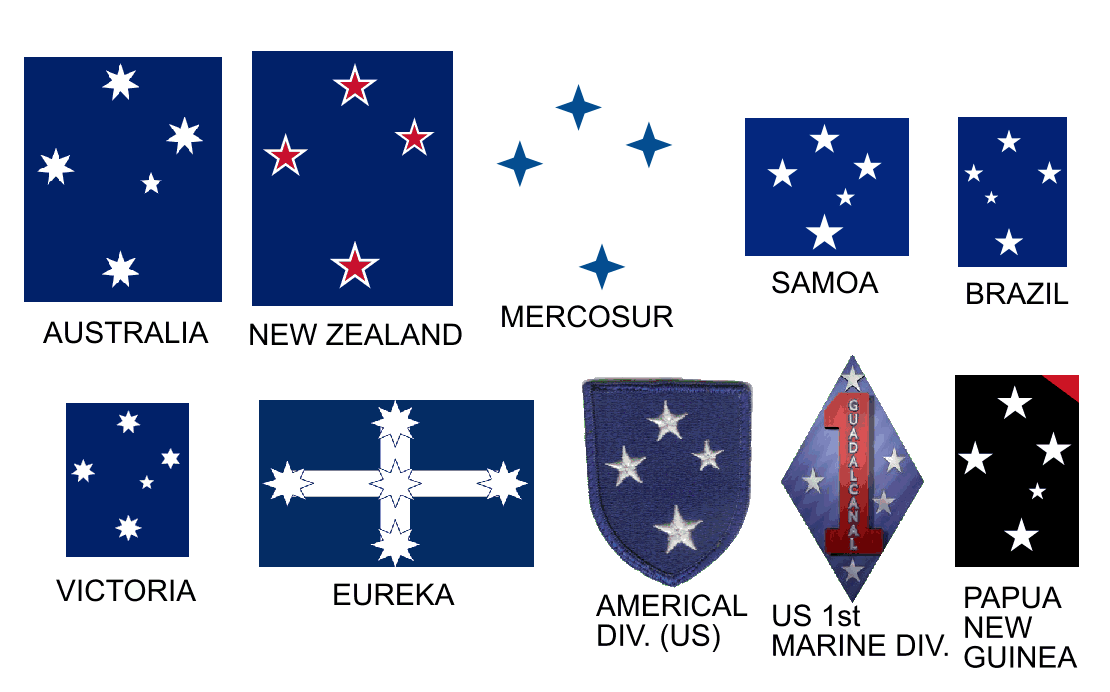
Cruz del Sur en varias banderas australes
Bandera del presidente de Finlandia; incluye la Cruz de la Libertad de 3.ª clase en el cantón.
Escudo de armas del Reino de Hungría, desde el siglo XV
Bandera de Río de Janeiro
Escudo de armas de Lituania
Cruz de la Victoria en la Bandera de Asturias
Bandera de Galicia
Bandera de Tenerife
Escudo de Aragón con cruces en tres de los cuatro cuarteles